# Alexandre Masllorens
Alexandre Masllorens i Escubós, también llamado Àlex Masllorens (Barcelona, 23 de abril de 1956) es un periodista, escritor y político español. Fue diputado en el Parlamento de Cataluña en las VI y VII Legislaturas.

## Biografía
Licenciado en Ciencias de la Información por la Universidad Autónoma de Barcelona, trabajó primero como periodista para la revista El Ciervo (decana de las revistas españolas en activo), El Correo Catalán, Avui, TVE (donde fue redactor de Miramar y Cara a Cara, subdirector de Recull Informatiu y director de Panorama). Fue presidente y director general de la compañía La Productora entre 1988 y 1992. Durante este período, dirigió la serie de televisión Planeta Sur y fue productor ejecutivo de la película Todo Falso.
Miembro del Colegio de Periodistas de Cataluña. También ha sido vicepresidente de la Asociación Justicia y Paz de Barcelona, director de los departamentos de Migración y Voluntariado de Caritas Diocesana de Barcelona, miembro de la junta directiva del Comité Catalán del ACNUR y fundador y primer presidente de la Fundación Futur.
Entre 1975 y 1978 fue militante y miembro de la ejecutiva del Partit Socialista Popular catalán.
Ha sido profesor de la Facultad de Comunicación Blanquerna, de la Universidad Ramon Llull, entre los años 1997 y 2017.
Adscrito a la plataforma Ciutadans pel Canvi desde el verano de 1999, fue elegido diputado al Parlamento de Cataluña en las elecciones al Parlamento de Cataluña de 1999 y 2003. Fue miembro de la ponencia redactora del nuevo Estatuto de Cataluña del año 2006, también en el Congreso de los Diputados y el Senado. Ejerció como portavoz en la Comisión de Justicia y fue miembro de las comisiones de Exteriores, Cooperación y Solidaridad y de Estudio de la Inmigración. Fue director de la Agencia Catalana de Cooperación al Desarrollo y asesor de Relaciones Externas del Departamento de Justicia de la Generalidad de Cataluña. Más tarde fue jefe de campaña de Montserrat Tura en las primarias del PSC en Barcelona (enero-febrero de 2011). 
Entre septiembre de 2011 y mayo de 2015 fue adjunto a la Gerencia de Calidad de Vida del Ayuntamiento de Barcelona.
En febrero de 2017 fue nombrado jefe de gabinete de la Primera Tenencia de Alcaldía de Barcelona. Y en julio de 2019, Director de Alcaldía del Ayuntamiento de Barcelona.

## Obras
- La herencia política y humana de Enrique Tierno Galván. Tibidabo Edicions, Barcelona (1985)
- El Quart Món. Editorial Barcanova, Barcelona (1991)
- El Cuarto Mundo. PPC, Madrid (1993)
- Informe sobre la inmigració. Deriva Editorial, Barcelona (1995)
- Desastre a la 525 (Premio Pere Quart de Humor y Sátira 2004). La Campana, Barcelona (2004)
- El poeta indecente. Deriva Editorial, Barcelona (2007)
- La mort sempre acaba la partida. La Vocal de Lis, Barcelona (2018)
- Els papers de Tierno Galván. La rivalitat Madrid-Barcelona dels primers ajuntaments democràtics, Ajuntament de Barcelona (2024)
- Los papeles de Tierno Galván. La rivalidad Madrid-Barcelona de los primeros ayuntamientos democráticos, Ayuntamiento de Barcelona (2024)